# Festival Latinidades
Festival Latinidades é um encontro anual dedicado à cultura negra, realizado em Brasília desde 2008.
O festival reúne apresentações de música, dança, teatro e literatura, além de debates sobre educação, empreendedorismo, economia criativa e comunicação. Realizado pelo Instituto Afrolatinas, foi criado como forma de comemoração do Dia Internacional da Mulher Negra Latino-Americana e Caribenha, celebrado em 25 de julho, e se tornou o maior evento de mulheres negras da América Latina. A maior parte da programação se concentra no Museu Nacional.

## Temas
- 2008: Dia da Mulher Afro-Latino Americana e Caribenha
- 2009: A mulher negra nos meios de comunicação
- 2010: Censo e Políticas Públicas para Mulheres Negras
- 2011: Mulheres Negras no Mercado de Trabalho
- 2012: Juventude Negra
- 2013: Arte e Cultura Negra – Memória Afro-descendene e Políticas Públicas
- 2014: Griôs da Diáspora Negra[5]
- 2015: Cinema Negro
- 2016: Comunicação